# 28 جمادى الآخرة
- السبت
- الأحد
- الاثنين
- الثلاثاء
- الأربعاء
- الخميس
- الجمعة

- 2830 نوفمبر 2024
- 291 ديسمبر 2024
- 12 ديسمبر 2024
- 23 ديسمبر 2024
- 34 ديسمبر 2024
- 45 ديسمبر 2024
- 56 ديسمبر 2024
- 67 ديسمبر 2024
- 78 ديسمبر 2024
- 89 ديسمبر 2024
- 910 ديسمبر 2024
- 1011 ديسمبر 2024
- 1112 ديسمبر 2024
- 1213 ديسمبر 2024
- 1314 ديسمبر 2024
- 1415 ديسمبر 2024
- 1516 ديسمبر 2024
- 1617 ديسمبر 2024
- 1718 ديسمبر 2024
- 1819 ديسمبر 2024
- 1920 ديسمبر 2024
- 2021 ديسمبر 2024
- 2122 ديسمبر 2024
- 2223 ديسمبر 2024
- 2324 ديسمبر 2024
- 2425 ديسمبر 2024
- 2526 ديسمبر 2024
- 2627 ديسمبر 2024
- 2728 ديسمبر 2024
- 2829 ديسمبر 2024
- 2930 ديسمبر 2024
- 3031 ديسمبر 2024
- 11 يناير 2025
- 22 يناير 2025
- 33 يناير 2025

28 جُمادى الآخرة أو 28 جُمادی‌ الثانية أو يوم 28 \ 6 (اليوم الثامن والعُشرون من الشهر السادس) هو اليوم السادس والسبعون بعد المائة (176) من أيَّام السنة (أو السابع والسبعون بعد المائة لو كان شهر ربيع الآخر مُتممًا لليوم الثلاثين أو الثامن والسبعون بعد المائة لو أتم كلاً من صفر وربيع الآخر ثلاثين يوماً) وفق التقويم الهجري القمري (العربي). يبقى بعده 178 أو 179 يومًا لانتهاء السنة.

## أحداث
- 126 هـ - قتل الوليد بن يزيد بن عبد الملك، الخليفة الأموي، وتولي يزيد بن الوليد الملقب بالناقص للخلافة.
- 1270هـ - المملكة المتحدة تعلن الحرب على الإمبراطورية الروسية وذلك أثناء حرب القرم.
- 1384 هـ - فيصل بن عبد العزيز ال سعود يصبح الملك الثالث للسعودية.
- 1394هـ -
  - الحكومة البلجيكية تعترف بقانونية المؤسسات التي ترعى شئون المسلمين في أراضيها.
  - الرئيس المصري محمد أنور السادات يطالب الاتحاد السوفيتي بإنهاء مهمة خبرائه في مصر.
- 1399هـ -
  - إسرائيل تنسحب من مدينة العريش وتعيدها إلى مصر بموجب اتفاقية كامب ديفيد.
  - بدء أول مفاوضات بين مصر وإسرائيل حول إقامة حكم ذاتي فلسطيني في الضفة الغربية وقطاع غزة.
- 1407هـ - محكمة الجنايات الخاصة في باريس تحكم بالسجن المؤبد على قائد الفصائل الثورية اللبنانية المسلحة جورج إبراهيم عبد الله.
- 1411هـ - مسلح فلسطيني من حركة فتح / المجلس الثوري بزعامة صبري البنا / أبو نضال يغتال ثلاثة من قادة حركة فتح وهم الرجل الثاني ومسؤول الأمن والاستخبارات في الحركة صلاح خلف / أبو إياد وعضوي الحركة هايل عبد الحميد وفخري العمري.
- 1416هـ - التوقيع بالأحرف الأولى على «اتفاقية دايتون للسلام» والتي انتهى بموجبها الصراع المسلح الذي دار في البوسنة والهرسك قبل ثلاث سنوات.
- 1426هـ - قيام الحرس الرئاسي بموريتانيا بانقلاب عسكري والسيطرة على المنشآت الحيوية في العاصمة نواكشوط، في أثناء وجود الرئيس معاوية ولد سيدي أحمد الطايع خارج البلاد للمشاركة في جنازة الملك فهد بن عبد العزيز آل سعود.
- 1430هـ - إصابة رئيس جمهورية إنغوشيتيا يونس بك يفكيروف بجراح بالغة بسبب هجوم انتحاري على موكبه في مدينة نازران.
- 1436هـ - التلفزيون العراقي يعلن مقتل عزة الدوري نائب الرئيس العراقي الأسبق وحزب البعث ينفي ذلك.
- 1437هـ - انتخاب عبد الرحمن السويحلي رئيسا لمجلس الدولة في ليبيا.

## مواليد
- 1269 هـ - إسماعيل المحلاتي، فقيه مسلم إيراني.
- 1329هـ - جمال الدين الشيال، أحد كبار المؤرخين في العالم العربي، وعميد كلية الآداب بجامعة الإسكندرية.
- 1237هـ - أحمد جودت باشا، صدر أعظم عثماني ومؤرخ.
- 1345هـ -
  - الخواجة بيجو، ممثل مصري.
  - عبد الواحد الخنيزي، شاعر سعودي.
- 1355هـ - فريد مراد، طبيب وعالم أدوية أمريكي ألباني حاصل على جائزة نوبل في الطب.
- 1375هـ - سعود بن صقر القاسمي، حاكم إمارة رأس الخيمة.
- 1395هـ - رنا أبيض، ممثلة سورية.
- 1396هـ - حبيب الحبيب، ممثل سعودي.
- 1401هـ - دالي، مغنية عراقية.

## وفيات
- 126هـ - الوليد بن يزيد، الخليفة الأموي الحادي عشر.
- 502هـ - الخطيب التبريزي، أحد أعلام اللغة والأدب في القرن الخامس الهجري.
- 590هـ - أبو محمد القاسم بن فيره الشاطبي، أحد أشهر وأنبغ علماء القراءات.
- 1360هـ - أبو عبد الله الزنجاني، فقيه شيعي وأستاذ جامعي إيراني.
- 1411هـ - صلاح خلف \ أبو إياد، عضو اللجنة المركزية لحركة فتح.
- 1415هـ - سامية جمال، راقصة شرقية وممثلة مصرية.
- 1416هـ - ليلى مراد، ممثلة ومطربة مصرية.
- 1426هـ - زينب الغزالي، داعية إسلامية مصرية.
- 1438هـ - علي نايفة، عالم أردني من أصول فلسطينية، وهو بروفسور في الهندسة المكيانيكية.

## وصلات خارجية
- موقع قصة الإسلام: حدث في شهر جُمادى الآخرة.